# Lombardisch-Venetianische Staatsbahn
La Lombardisch-Venetianische Staatsbahn (LVStB), in italiano Ferrovia Statale Lombardo-Veneta, era una società ferroviaria statale austriaca, che dal 1851 al 1856 esercì la rete ferroviaria del Regno Lombardo-Veneto.

## Storia

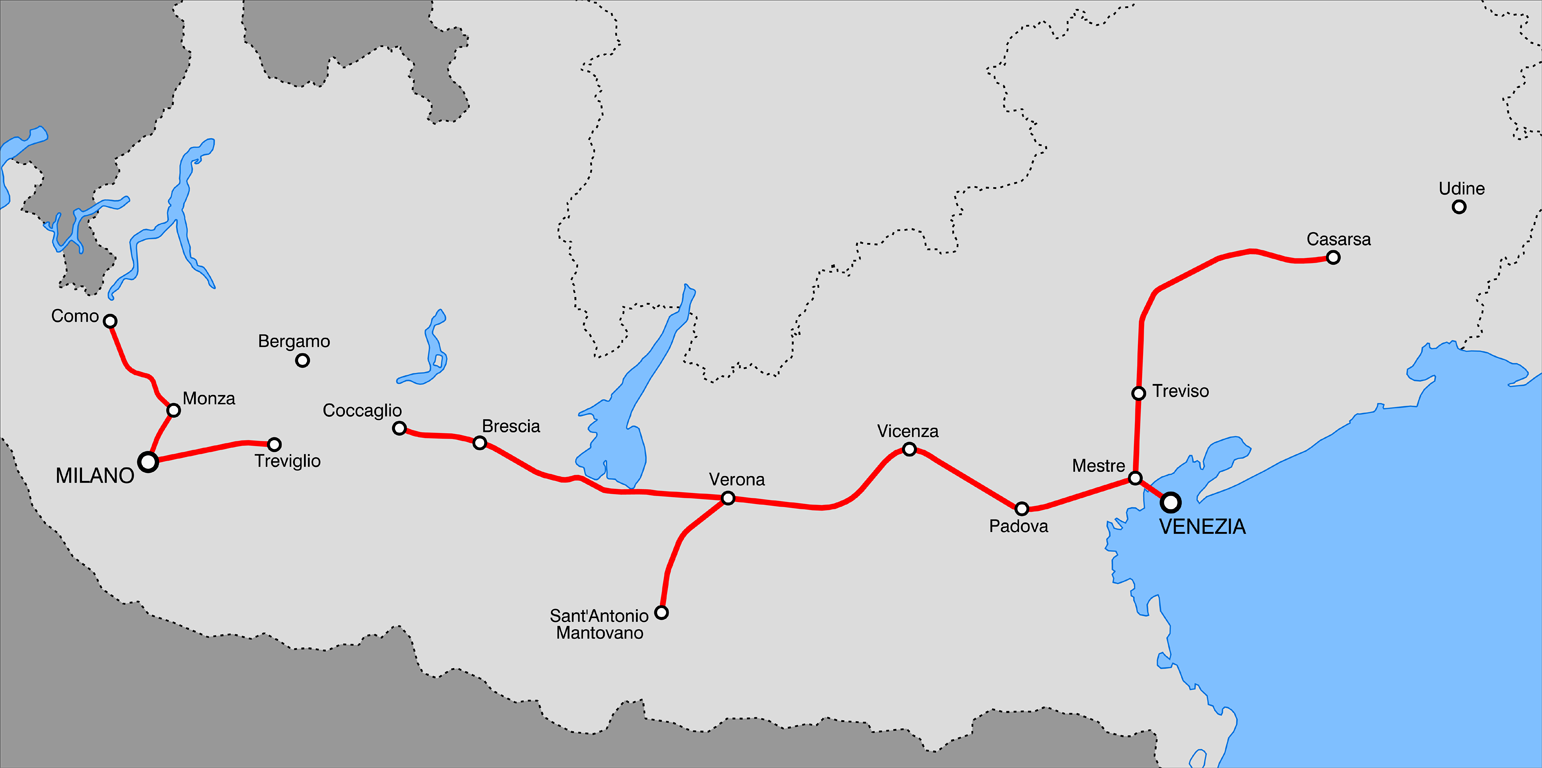
Mappa della rete

La società nacque nel 1851 dalla nazionalizzazione della società privata Eisenbahn Mailand–Monza–Como (FMM); l'anno successivo seguì l'incorporazione della Imperial-Regia Privilegiata Strada Ferrata Ferdinandea Lombardo-Veneta, comunemente abbreviata in "Ferdinandea".
Il 1º luglio 1856 il governo austriaco vendette la rete del Lombardo-Veneto alla Imperial-regia società privilegiata delle strade ferrate lombardo-venete e dell'Italia Centrale (LVCI). In seguito alla sconfitta subita nella seconda guerra di indipendenza l'Austria cedette la rete rimasta entro i nuovi confini del Lombardo-veneto alla Südbahn.

## Rete
Dalla FMM, la società ebbe la linea Milano–Monza–Como.
Dalla LVFB ebbe invece:
- le tratte già completate della linea Milano–Venezia (Milano–Treviglio e Verona–Venezia)
- la tratta già completata della linea Venezia–Udine (Venezia–Treviso)
- la linea Verona–Sant'Antonio Mantovano

La LVStB proseguì la costruzione delle linee, inaugurando le tratte Coccaglio–Verona (1854) e Treviso–Casarsa (1855). Il completamento delle linee fu opera della LVCI.